# 膳所神社
膳所神社（ぜぜじんじゃ）は、滋賀県大津市にある神社。旧社格は県社。

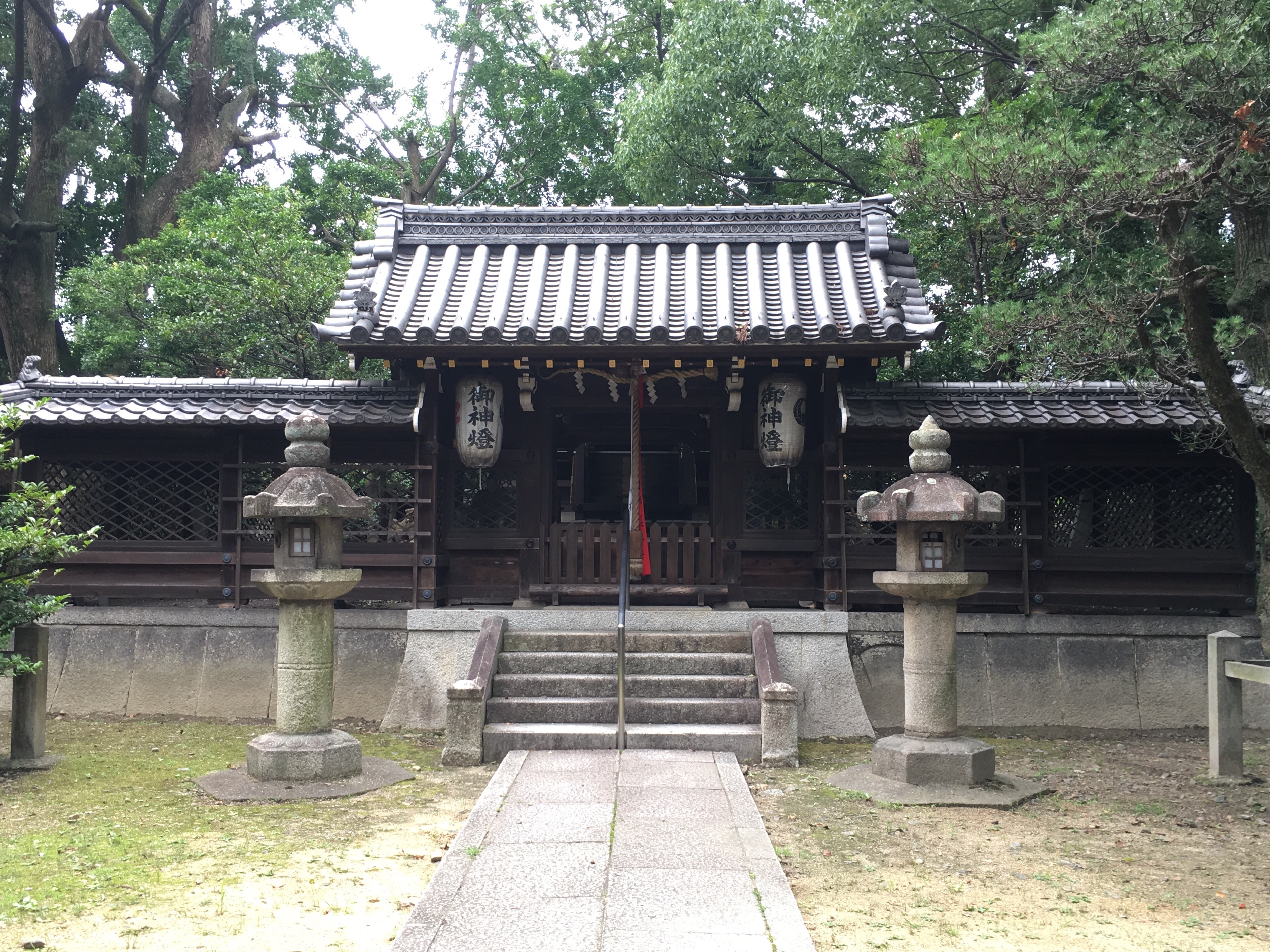
隋身門

## 歴史
社伝によると、天智天皇が大津宮遷都に際し、此の地を御厨地と定めた。
天武天皇6年、大和国より御食津神を奉遷して、大膳職の御厨神とした。
慶長年間に至り大政所、豊臣秀頼、徳川家康が当社を厚く尊信し、種々の神器の寄進があり、東山天皇は膳所大明神の宣下をされた。 
慶長6年、膳所城創始以来、藩主本多候は歴代崇敬が厚く、社領、社殿の寄進、造営が度々あった。
現在の当社表門は元膳所城の城門であり、重要文化財である。

## 摂末社
- 愛宕社 - 火之加具土神
- 松尾社 - 大山咋神、市杵島姫神
- 稲荷社 - 宇賀之御魂神
- 月道龍神 - 闇淤加美神

## 文化財

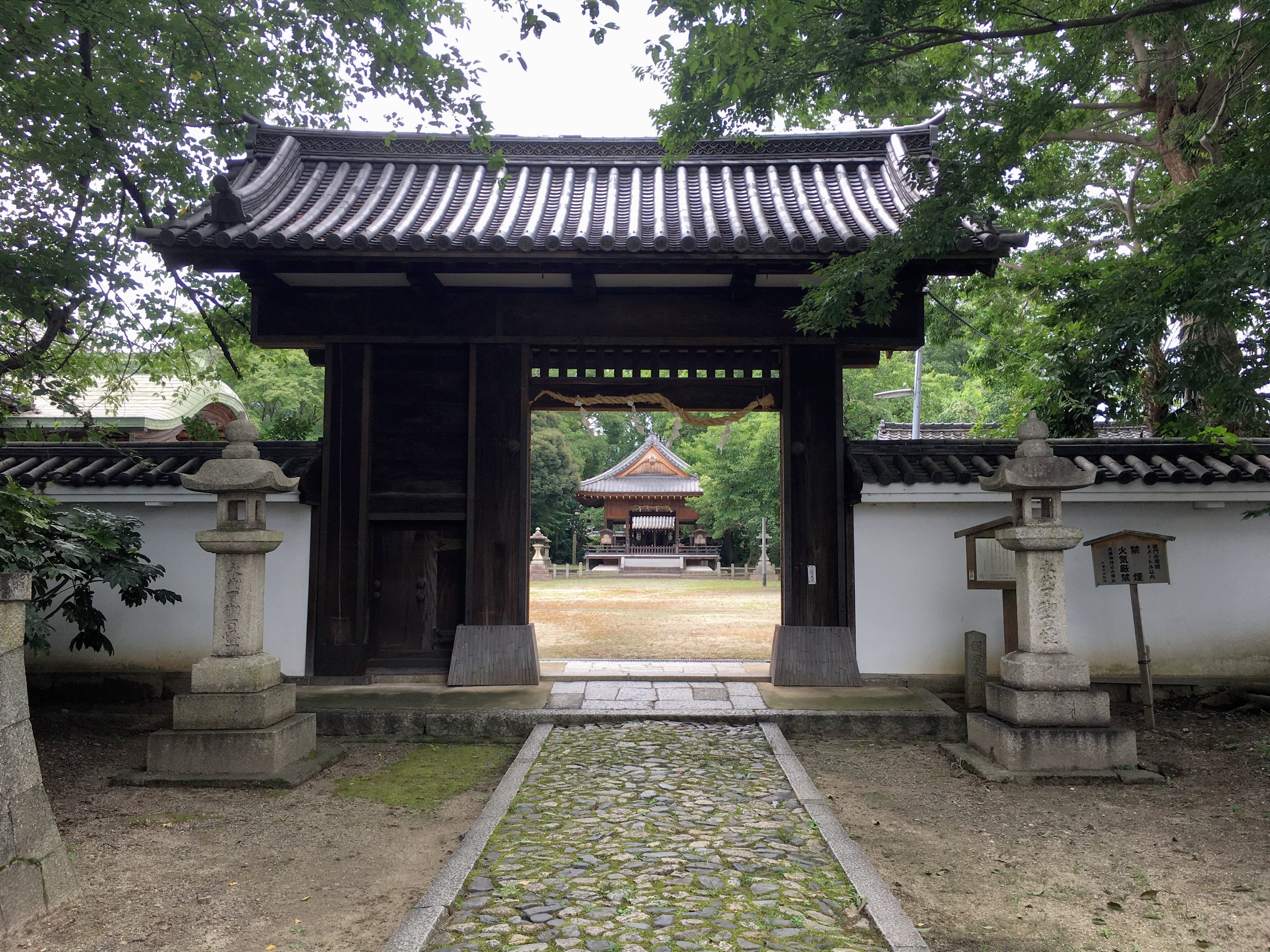
表門

重要文化財
- 膳所神社表門 - 旧膳所城の本丸大手門

## 交通
- 京阪線膳所本町駅から徒歩すぐ